# Ø̋
Cette page contient des caractères spéciaux ou non latins. S’ils s’affichent mal (▯, ?, etc.), consultez la page d’aide Unicode.
Ø̋, ou O barré diagonalement double accent aigu, est un graphème utilisé dans l’écriture du cicipu. Il s’agit de la lettre O barré diagonalement diacritée d'un double accent aigu.

## Utilisation
Dans le dictionnaire cicipu-anglais-haoussa de McGill et Yabani publié en 2015, ‹ ø̃́ › est utilisé pour représenter une voyelle nasale avec un ton descendant, par exemple dans la locution cicipu kángá kø̋-kǿwǿ'ù, « molaire » (littéralement « dent de mâchoire »), normalement écrit ‹ kanga kø-køwø'u › sans les tons.

## Représentations informatiques
Le O barré diagonalement double accent aigu peut être représenté avec les caractères Unicode suivants :
- décomposé (supplément latin-1, diacritiques) :

| formes    | représentations | chaînes de caractères | points de code | descriptions                                                               |
| --------- | --------------- | --------------------- | -------------- | -------------------------------------------------------------------------- |
| capitale  | Ø̋               | Ø◌̋                    | U+00D8 U+030B  | lettre majuscule latine o barré obliquement diacritique double accent aigu |
| minuscule | ø̋               | ø◌̋                    | U+00F8 U+030B  | lettre minuscule latine o barré obliquement diacritique double accent aigu |